# Honin
Honin is de naam van een patriciërsfamilie, actief in Brugge van de dertiende tot het einde van de vijftiende eeuw. Vijf leden van deze familie werden een of meerdere malen burgemeester van de schepenen in Brugge.
De naam Honin (niet te verwarren met de naam Bonin) komt voor het eerst voor in Brugge in de dertiende eeuw. De Honins (ook soms Onin of Hontin of Honyne) zouden uit Engeland in Brugge zijn terechtgekomen als handelaars en makelaars. De eerste die een spoor heeft nagelaten is een Josse Honin, vermeld in 1250.

## Zeger Honin I, II en III
De zoon van Josse, Zeger Honin I, die circa 1260 kan geboren zijn, trouwde met Marie de Saint-Omer en in tweede huwelijk met Catharina Plums. Hij had een zoon Zeger en het kan ook met hem zijn dat de genoemde echtgenoten getrouwd waren, aangezien Catharina Plums pas in 1395 overleed.
Zeger Honin II (ca. 1300-1370) was de eerste die in het stadsbestuur werd opgenomen. Hij werd raadslid in 1335 en schepen in 1345, 1352 en 1356. In 1363 werd hij burgemeester van de schepenen, in 1364 burgemeester van de raadsleden en in 1366 nog eens schepen. Die zijn zoon, Zeger Honin III, (ca. 1340-na 1385) werd ook actief in het Brugse stadsbestuur.  Hij werd  raadslid in 1367, 1376 en 1381, schepen in 1377 en vooral burgemeester van de schepenen in 1383.

## Gillis Honin:Egidius waer bestu bleven?
Een tweede zoon was Gillis Honin I (ca. 1340-1385), die een bescheidener rol speelde, door in 1384 raadslid van Brugge te worden, maar die al in oktober 1385 overleed. Hij was ook kerkmeester van de Sint-Walburgakerk en werd, zoals de meeste Honins, in die kerk begraven.
Al bleef Gillis Honin bescheiden, hij verwierf een blijvende bekendheid, maar dan onder de Latijnse vorm van de naam Gillis: Egidius. Hij is volgens de stadsarchivaris van Brugge, Noël Geirnaert (1951), naar alle waarschijnlijkheid de Egidius uit het roemrijke gedicht Egidius waer bestu bleven. Zekerheid over deze identificatie is er niet.
Gillis Honin was pas aan de cursus honorum begonnen, toen bleek dat hij als makelaar slechte zaken had gedaan en tegen een faillissement aankeek. Hij was raadslid van Brugge voor de periode 1384-1385 en op 2 september 1385 werd hij, bij de vernieuwing van de magistraat, tot schepen gepromoveerd. Nog voor dit nieuwe bestuur goed en wel in werking trad was hij al overleden en vervangen door Nicolaas Barbesaen. In ieder geval liet hij aan zijn weduwe en kinderen een bezwaarde erfenis na, die ze wellicht weigerden, want de stad Brugge verkocht de eigendommen en andere bezittingen van Gillis tijdens de volgende jaren. De kinderen slaagden er wel in de welvaart van de familie te herstellen.
De zin uit het gedicht Du coors die dood, du liet mi 't leven heeft soms doen concluderen dat Egidius uit het leven was gestapt.

## Jan Honin I en Gillis Honin II
De onfortuinlijke Gillis liet drie zoons na: Jan, Gillis en Jacob
De oudste  was Jan Honin I (° ca. 1360) die trouwde met Petronilla Rogge.  Hij werd zeer actief in het stadsbestuur, tot op het hoogste niveau. Hij was:
- hoofdman in 1386, 1387-89, 1395-96, 1398-99, 1401-02, 1403-04, 1405-06;
- raadsheer in 1404-05;
- schepen in 1406-07;
- burgemeester van de raadsleden in 1391-92, 1393-95;
- burgemeester van de schepenen in 1392-93,1397-1399, 1400-01.

In 1403 stichtte Jan Honin, samen met Joris Braderic, Jan Camphin, Jan Heldebolle, Nicolaas Barbesaen en Jan Hoste de 'Confrérie van de Heilige Drievuldigheid' in de Sint-Donaaskathedraal. Hij was anderzijds ook lid van de Kruisbooggilde van Sint-Joris.
Op 24 april 1407 werd Jan Honin, samen met vijf andere schepenen, twee raadsleden en de twee thesauriers, afgezet uit zijn ambt en verbannen. Zijn goederen werden in beslag genomen. Dit alles op bevel van hertog Jan zonder Vrees, omdat de burgerij in Brugge te wapen was gelopen tegen sommige van zijn beslissingen. Om de verbanning te rechtvaardigen werden de heren beschuldigd van corruptie in hun openbare functie en van collusie in het realiseren van handelsmonopolies. Enkele jaren later, toen Jan zonder Vrees door militaire tegenslagen geplaagd werd, minder in de mogelijkheid was om zijn wetten op te leggen, zouden de maatregelen tegen de ballingen herroepen worden.
De tweede zoon, Gillis Honin II († 8 maart 1443), getrouwd met een Barbara, was raadslid van Brugge in 1418, 1420, 1425 en 1432. Hij is het die aangewezen wordt als de mogelijke dichter van verschillende gedichten en die in 1428, samen met Jan Van Hulst, de stichter was van de rederijkerskamer van de Heilige Geest. Hij was waarschijnlijk de Gillis Honin die na 1437 lid was van de kruisbooggilde van Sint-Joris.
De derde, Jacob Honin  († 19 mei 1426), was trezorier van Brugge in 1425 en stierf tijdens de uitoefening van dit mandaat. Hij was getrouwd met Margaretha Schrijvers.

## Maarten Honin
De zoon van Gillis Honin II was Maarten Honin (ca.1400-1467), die getrouwd was met Catharina van Hertsberghe. Hij deed achter het hoofdaltaar van de Sint-Walburgakerk een bidplaats bouwen waar alle familiegraven verzameld werden, rond het marmeren praalgraf dat hij voor zichzelf en voor zijn vrouw oprichtte. Hij werd in het bestuur van de stad de belangrijkste maar ook de laatste van deze familietak.
- raadslid in 1439 en 1449;
- schepen in 1441;
- burgemeester van de raadsleden in 1443 en 1446;
- burgemeester van de schepenen in 1453, 1456, 1459, 1462 en 1465.

Hij was het waarschijnlijk die na 1437 lid van de kruisbooggilde Sint-Joris was.
Maarten Honin was tevens raadsheer van de hertogen Filips de Goede en Karel de Stoute en na zijn neef Josse Honin waterbaljuw van Sluis, een functie waarin hij werd opgevolgd door zijn schoonzoon Jean de Rebreviettes. Wellicht had hij ook nog een zoon, Maarten Honin, die makelaar werd.

## Jan Honin II en Josse Honin
Jan Honin I had als oudste zoon Jan Honin II, die was getrouwd met Marie Courtroisin. Hij was zes maal raadslid tussen 1411 en 1432, hoofdman in 1425 en schepen in 1420 en 1430. In 1411 volgde hij Jan zonder Vrees bij de belegering van Ham en van Vermandois.
Hij had op zijn beurt als zoon Josse Honin (Brugge, ca. 1400 -  29 juni 1457), raadsheer van hertog Filips de Goede. Hij was getrouwd met Marguerite Fierens. Hij was de bouwheer van het huis De Lombard in de Langestraat. In 1421 maakte hij deel uit van de groep Brugse edellieden en poorters die met Filips de Goede optrok tegen de Fransen, met de bedoeling de moord op Jan Zonder Vrees te wreken. Hij was verwant met de familie Adornes en met andere voorname Brugse families. Binnen het stadsbestuur van Brugge was hij:
- schepen in 1429 en 1431
- thesaurier in 1433
- burgemeester van de schepenen in 1450-1451 en 1454-1455.

Naast zijn Brugse functies oefende Joos Honin ook nog opdrachten uit in dienst van de hertog. Zo werd hij waterbaljuw of militair bevelhebber over de haven van Sluis. Na zijn dood werd hij hierin opgevolgd door zijn neef Maarten Honin. Hij en zijn vrouw, die in de Langestraat woonden, werden bij de overburen, de paters predikheren, begraven. Ze hadden een zoontje, Janneken, die in 1458 overleed.
De tweede zoon van Jan Honin II was Jacob Honin, die trouwde met Anna Van Themseke. Hij was hoofdman van het Sint-Janssestendeel in 1427 en 1429. Die zijn zoon, Gillis Honin, was getrouwd met een De Ruddere en bleef kinderloos.
Nog een andere Jacob Honin (zoon van Jacob?) was stadsthesaurier in 1439 en 1455, hoofdman in 1441 en raadslid in 1450.

## De laatste Honin?
Was de laatst naar voren tredende Honin ook een zoon van Maarten Honin? Het ging om Jan Honin († 12 juni 1496), getrouwd met Anna de Heict, die als baljuw en schout stond vermeld op zijn grafsteen in de Sint-Walburgakerk, hetgeen betekent dat hij het vertrouwen had van Maximiliaan van Oostenrijk. Hij komt niet voor in de lijsten van schouten en baljuws van Brugge en het Brugse Vrije, zodat het wellicht elders is dat hij dit ambt bekleedde. Er waren nog Honins of d'Onyns in Gent in de zeventiende eeuw en in de achttiende en negentiende eeuw in Leuven.

## Makelaars
De Honins waren beroepshalve vooral te vinden onder de makelaars. Dit beroep dat vaak leidde tot grote rijkdom (soms ook tot een faillissement) betekende een eerste stap naar ambtelijke functies, eerst in dienst van de stad, vervolgens in dienst van de Bourgondische hertogen. Dit leidde ertoe dat de Honins adellijk gingen leven en zich weldra in de adel integreerden.
Volgende Honins worden vermeld op de lijst van de leden van het makelaarsgild.
- 1355: Zeger Honin
- 1401: Jan filius Gillis
- 1413: Gillis Honin
- 1426: Adolf Honin
- 1438: Maarten Honin
- 1457: Maarten Honin

## Burgemeesters
Naast talrijke andere ambten als hoofdman, raadslid, thesaurier, schepen, burgemeester van de raadsleden, werd het ambt van burgemeester van de schepenen bekleed door een Honin tijdens de volgende jaren:
- 1363-1364: Zeger Honin II
- 1383-1384: Zeger Honin III
- 1392-1393: Jan Honin I
- 1397-1398: Jan Honin I
- 1398-1399: Jan Honin I
- 1400-1401: Jan Honin I
- 1450-1451: Josse Honin
- 1453-1454: Maarten Honin
- 1454-1455: Josse Honin
- 1456-1457: Maarten Honin
- 1459-1460: Maarten Honin
- 1462-1463: Maarten Honin
- 1465-1466: Maarten Honin

## Genealogisch overzicht
- Maarten Honin (1315).
- Josse Honin, zoon van Jan (1316).
  - Zeger I Honin. Hij trouwde met Marie de Saint-Omer en in tweede huwelijk met Catharina Plums.
    - Zeger II Honin (getrouwd met bovengemelde?).
      - Zeger III Honin. Hij trouwde met Katelijne Metteneye.
      - Gillis I (Eugidius) Honin. Hij trouwde met Katelijne De Vos.
        - Jan I Honin. Hij trouwde met Petronilla Rogge.
          - Jan II Honin. Hij trouwde met Marie Courtroisin.
            - Josse Honin. Hij trouwde met Marguerite Fierens.
              - Janneke Honin.

          - Jacob Honin. Hij trouwde met Anna van Themseke.
            - Gillis Honin. Hij trouwde met een De Ruddere.
            - Jacob Honin?

        - Gillis II Honin.
          - Maarten Honin.
            - Catharina Honin. Zij trouwde met Jean de Rebreviettes (-1476).
            - Maarten Honin?
            - Jan Honin. Hij trouwde met Anna de Heict?

        - Jacob Honin. Hij trouwde met Marguerite Schrijvers.

      - Jan Honin. Hij trouwde met Gertrude van de Walle (?).
      - Elisabeth Honin. Zij trouwde met burgemeester Jacob van de Walle.
      - Adriaan Honin (-1381). Hij trouwde met Margaretha van Meetkerke.
      - Maria Honin (-1378). Zij trouwde met Jacob Boudins en met Paul Metteneye.